# Des Moines, Iowa
Des Moines là thành phố thủ phủ của tiểu bang Iowa, Hoa Kỳ, và là quận lỵ của Quận Polk. Thành phố toạ lạc tại trung tâm của tiểu bang Iowa nơi sông Des Moines hợp lưu với sông Raccoon. Là thành phố lớn nhất tiểu bang Iowa, Des Moines là trung tâm vận tải, chế tạo, thương mại của tiểu bang. Các ngành chế tạo gồm có: vật tư in ấn, thiết bị nông trại, thực phẩm chế biến và săm lốp xe. Hàng loạt công ty bảo hiểm có trụ sở hay văn phòng khu vực ở vùng đô thị Des Moines khiến cho khu vực này là một trong những trung tâm hàng đầu về bảo hiểm của Hoa Kỳ. Thành phố có Sân bay thành phố Des Moines.

## Diện tích và dân số
Des Moines có diện tích 196 km², độ cao trung bình 245 m. Theo điều tra năm 2000, dân da trắng chiếm 82,3%, da đen chiếm 8,1%, châu Á chiếm 3,5% và thổ dân châu Mỹ 0,4%, thổ dân Hawaii và đảo Thái Bình Dương ít hơn 0,1%. Số còn lại là các sắc tộc hỗn hợp hoặc không rõ sắc tộc. Dân Mỹ Latinh chiếm 6,6%. Dân số năm 1980 là 191.003 người, 1990 193.093 người, 2003 là 196.093 người.

## Văn hoá giáo dục
Thành phố có các trường đại học: Đại học Drake (1881), Cao đẳng Grand View (1896), Đại học Y khoa Chỉnh hình và Khoa học Y tế (1898) và một trường cao đẳng cộng đồng.
Một trong những địa điểm văn hoá là các nông trại lịch sử sống nổi bật với một nông trang tiên phong của thập niên 1840 và 1900, tái hiện ngôi làng của dân Iowa và một phố được xây dựng lại từ khoảng 1875. Các địa điểm nổi bật khác có Toà nhà quốc hội tiểu bang Iowa (1871–1884) có chứa bộ sưu tập các lá cờ quân đội, Sở thú Blank Park, Công viên Vùng đất mạo hiểm là một khu phức hợp giải trí với một khu vực tái hiện cộng đồng Iowa đầu thế kỷ 20, Trung tâm Thực vật Des Moines với bộ sưu tập cây nhiệt đới thuộc một trong những bộ sưu tập thuộc thể loại này lớn nhất ở Trung Tây Hoa Kỳ.
Một trong những bảo tàng chính của thành phố là Trung tâm Nghệ thuật Des Moines (1948) được kiến trúc sư người Phần Lan Eliel Saarinen thiết kế. Toà nhà này được thêm hai cánh (chái), một cánh vào năm 1968 theo thiết kế của I.M. Pei và cánh kia vào năm 1985 theo thiết kế của kiến trúc sư Richard Meier. Các bảo tàng khác bao gồm Trung tâm Khoa học Iowa nổi bật với cung thiên văn, Toà nhà Lịch sử bang Iowa, Sảnh trưng bày Di sản Hạt Polk.
Quận Lịch sử Sherman Hill chứa đựng nhiều toà nhà cổ kính như Nhà Salisbury (1923–1928), một toà nhà theo bản sao của Toà nhà King's House ở Salisbury, Anh và Terrace Hill, một toà nhà lớn theo phong cách Victoria (1867–1869) hiện nay là nơi ở của thống đốc bang Iowa. Hội chợ bang Iowa, được tổ chức lần đầu năm 1878 hiện nay đang là sự kiện hàng năm của Des Moines.

## Lịch sử
Sự buôn bán lông thú với thổ dân châu Mỹ đầu tiên đã thu hút những nhà thám hiểm Pháp đến khu vực mà ngày nay là Des Moines. Người Pháp đặt tên thành phố cho tên một con sông. Tên của thành phố có lẽ bắt nguồn từ tên con sông theo tiếng thổ dân châu Mỹ moingwena (sông gò đất). Tên gọi cũng có thể bắt nguồn từ tiếng Pháp moyen (khoảng giữa), do vị trí của khu vực nằm giữa các sông Missouri và sông Mississipi hoặc từ khác của tiếng Pháp là des moines (tu sỹ), cho những nhà truyền giáo Pháp trong khu vực này.
Pháo đài Des Moines được chính phủ liên bang xây dựng tại hợp lưu hai con sông Raccoon và Des Moines vào năm 1843. Hai năm sau, khi thổ dân châu Mỹ từ bỏ quyền của mình đối với vùng đất và bị di dời, khu vực xung quanh pháo đài được mở ra cho những người định cư da trắng và năm 1851 cộng đồng dân cư đã được thành lập thành thị trấn Pháo đài Des Moines. Các thị trấn Đông Des Moines và Pháo đài Des Moines sau đó được sáp nhập và lập nên Des Moines năm 1857; cùng năm đó, thủ phủ bang được dời từ Thành phố Iowa đến Des Moines. Một chương trình đổi mới đô thị đã được bắt đầu ở Des Moines thập niên 1950. Thành phố đã bị phá hoại nặng nề bởi những trận lũ năm 1993 nhưng đã phục hồi nhanh chóng nhờ các biện pháp phòng chống lũ bao gồm cổng thoát lũ, xây dựng hệ thống điện dự phòng và nâng cao cao độ của đê.